# Hedyotis purpurascens
Hedyotis purpurascens är en måreväxtart som beskrevs av Joseph Dalton Hooker. Hedyotis purpurascens ingår i släktet Hedyotis och familjen måreväxter. Inga underarter finns listade i Catalogue of Life.